# Amanita flavoconia
Amanita flavoconia es una especie de hongo basidiomiceto venenoso del género Amanita, de la familia Amanitaceae.

## Características
El píleo es ovoide, luego con la madurez convexo, su color es anaranjado a amarillento y está salpicado de rugosidades amarillentas, su diámetro puede alcanzar los 9 centímetros, el estipe es amarillento y puede llegar a medir 11 centímetros y su grosor ser de 1,5 centímetros.
Crece en verano en las zonas húmedas de los bosques abetos de América del norte

## Sinónimos
- Amplariella flavoconia  (E. J. Gilbert 1941)
- Venenarius flavoconius  (Murrill 1948)